# Абакумова Надія Романівна
Надія Романівна Абакумова (рос. Наде́жда Рома́новна Абаку́мова; 1930—1998) — помічниця майстра прядильно-ниткового комбінату імені С. М. Кірова (Ленінград), Герой Соціалістичної Праці (1971).

## Біографія
Народилася 17 листопада 1930 року в селі Березовець Чудовського району.
До початку німецько-радянської війни закінчила 3 класи школи. У роки війни її сім'я була вигнана в Питаловський район, працювала на хуторі.
У 1946 році поїхала до Ленінграда, закінчила школу ФЗУ при прядильно-нитковому комбінаті імені С. М. Кірова, вечірню школу, а потім і технікум легкої промисловості. У лютому 1947 року почала працювати прядильницею на старих мюльних (періодичної дії) машинах. Впровадила у виробництво кілька своїх раціоналізаторських пропозицій, освоїла нові прийоми роботи. Неодноразово домагалася звання кращої прядильниці підприємства і Ленінграда. Працювала помічницею майстра прядильного цеху комбінату, майстром виробничого навчання.
Указом Президії Верховної Ради СРСР від 5 квітня 1971 року Абакумовій Надії Романівній за видатні успіхи в достроковому виконанні завдань п'ятирічного плану і великий творчий внесок у розвиток виробництва тканин, трикотажу, взуття, швейних виробів та іншої продукції легкої промисловості присвоєно звання Героя Соціалістичної Праці з врученням ордена Леніна та золотої медалі «Серп і Молот».
У 1981 році вийшла на пенсію. Померла 29 січня 1998 року в Санкт-Петербурзі.
Делегат XXIV з'їзду КПРС (1971) та XIV з'їзду профспілок (1968). Обиралася депутатом Ленінградського міського та Смольнинської районної рад районних депутатів, членом міського відділення науково-технічного товариства. Працювала в Ленінградському обласному комітеті захисту миру.

## Нагороди
- Герой Соціалістичної Праці (1971)
- 2 ордена Леніна (1966, 1971)
- медалі